# Steven Laureys

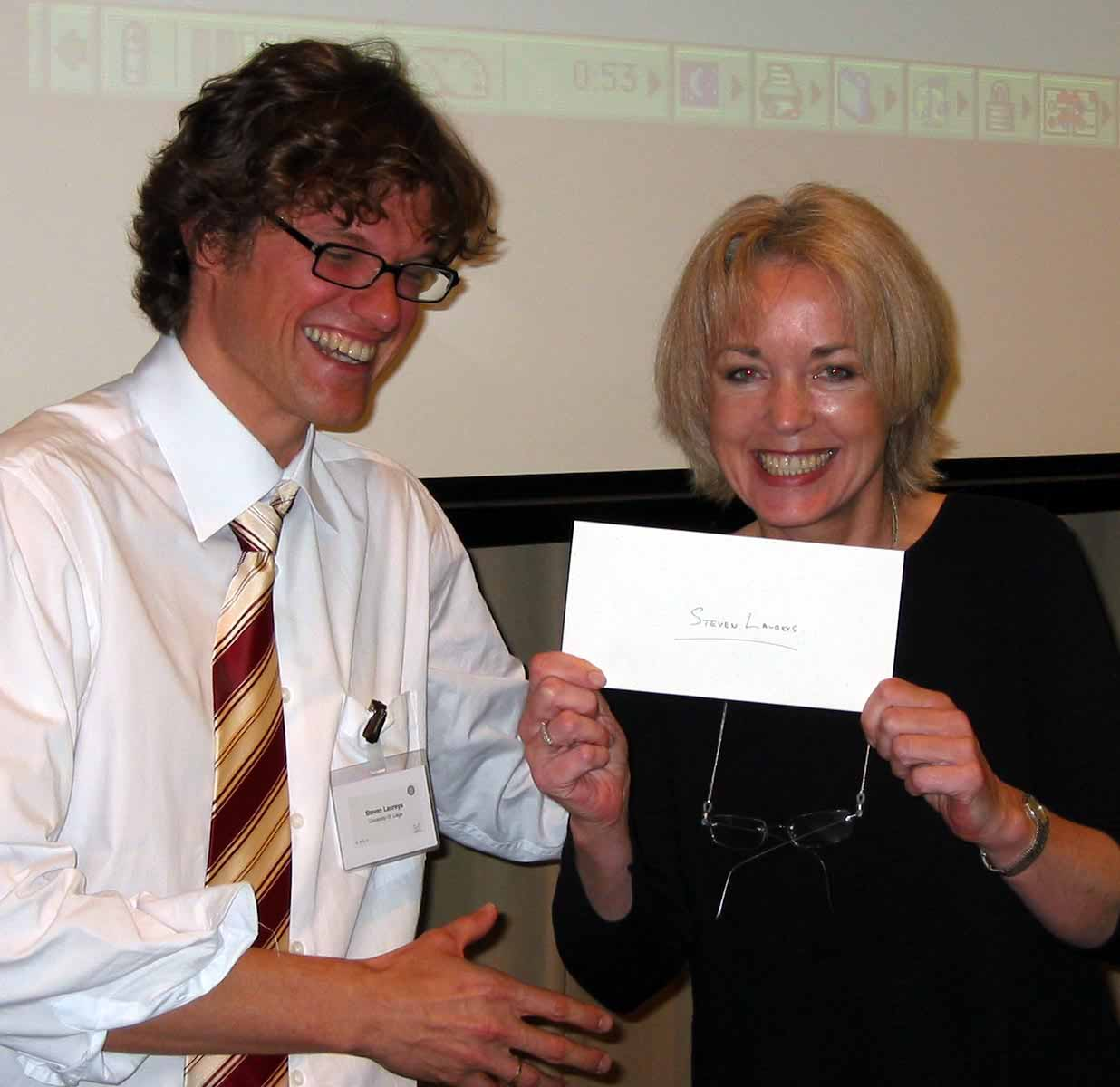
Steven Laureys (links)

Steven Laureys (24 december 1968) is een Belgisch neuroloog.

## Werkzaamheden
Laureys is verbonden aan het Franstalig Nationaal Fonds voor Wetenschappelijk Onderzoek en werkt sinds 1997 aan de Universiteit van Luik (ULg). Hij leidt er de Coma Science Group van het GIGA Consciousness Onderzoekscentrum en is als klinisch professor verbonden aan de dienst neurologie van het universitair ziekenhuis Sart-Tilman van Luik.
Laureys studeerde in 1993 af in de geneeskunde aan de Vrije Universiteit Brussel (VUB), werd MS in de farmaceutische geneeskunde aan de VUB in 1997, doctor in de medische wetenschappen aan de ULg in 2000, en is erkend in palliatieve zorg (ULB/ULg/UCL 2004) en geaggregeerd voor het hoger onderwijs (ULg 2007).
Het werk van de onderzoeksgroep van Laureys legt zich toe op de studie van de werking van de hersenen bij patiënten met ernstige bewustzijnsstoornissen: coma, vegetatieve status, minimale bewustzijnsstatus en locked-in-syndroom (LIS). Dit onderzoek kent vier aspecten:
- klinische studies van het bewustzijn met behulp van specifieke en gevalideerde klinimetrische evaluatieschalen;
- elektrofysiologische studies door middel van metingen van de elektrische activiteit van de hersenen met name geëvoqueerde potentialen, elektro-encefalogram en transcraniële magnetische stimulatie;
- functionele neurobeeldvorming met positronemissietomografie en functionele MRI;
- zingeving en reflectie met betrekking tot de ethische problemen die een deel van de patiënten in coma en aanverwante condities stellen.

## Prijzen en eerbetoon
Hij kreeg verscheidene prijzen van onder meer de Cognitive Neuroscience Society (2007), de Mind Science Foundation (2006) en de William James-prijs van de Association for the Scientific Study of Consciousness (2004). In 2017 mocht hij de Francquiprijs ontvangen.
In 2009 speelde Laureys in de VPRO-téléfilm Julia's hart en bijhorende documentaire met debat over bewustzijn, coma, hersendood en orgaandonatie.
Op 4 februari 2012 werd hij benoemd tot ereburger van Hoeilaart.
In 2018 kreeg hij het ereteken van Commandeur in de Leopoldsorde.

## Publicaties (selectie)
Laureys schreef tot nu toe vier boeken (The Boundaries of Consciousness – Elsevier 2006; The Neurology of Consciousness – Academic Press 2009; Ons Briljante Brein - Borgerhoff & Lamberigts 2013; Het no-nonsense Meditatieboek (over de werking van meditatie en de bewezen effecten ervan op lichaam en geest) - Borgerhoff & Lamberigts 2019) en meer dan 120 wetenschappelijke publicaties.
- (en)  Eyes open, brain shut: the vegetative state Laureys S Scientific American, 4 (2007) 32-37
- (en)  The Neurology of Consciousness, Laureys S and Tononi G (Eds), Academic Press, New York, 440 pages, October 2008 ISBN 0-12-374168-8
- (en)  The boundaries of consciousness: Laureys S (Ed), Elsevier, Amsterdam, 640 pages, 2006 ISBN 0-444-52876-8
- (en)  Detecting awareness in the vegetative state Owen AM, Coleman MR, Boly M, Davis MH, Laureys S, Pickard J Science 313 (2006) 1402
- (en)  Death, unconsciousness and the brain Laureys S Nature Reviews Neuroscience, 11 (2005) 899-909 *(en)  The changing spectrum of coma Laureys S, Boly M Nature Clinical Practice Neurology 4 (2008) 544-546
- (en)  Restoration of thalamocortical connectivity after recovery from persistent vegetative state Laureys S, Faymonville ME, Luxen A, Lamy M, Franck G, Maquet P Lancet 355 (2000) 1790-1791
- (en)  Brain function in coma, vegetative state, and related disorders Laureys S, Owen A, Schiff N Lancet Neurology 3 (2004) 537–46
- (en)  Perception of pain in the minimally conscious state with PET activation: an observational study Boly M, Faymonville ME, Schnakers C, Peigneux P, Lambermont B, Phillips C, Lancellotti P, Luxen A, Lamy M, Moonen G, Maquet P, Laureys S Lancet Neurology, 7 (2008) 1013-1020
- (en)  Brain, conscious experience and the observing self Baars B, Ramsoy T, Laureys S Trends in Neurosciences, 26 (2003) 671-675
- (en)  The neural correlate of (un)awareness: lessons from the vegetative state Laureys S Trends Cogn Sci, 9 (2005) 556-559
- (en)  Baseline brain activity fluctuations predict somatosensory perception in humans Boly M, Balteau E, Schnakers C, Degueldre C, Moonen G, Luxen A, Phillips C, Peigneux P, Maquet P, Laureys S Proceedings of the National Academy of Sciences (USA), 104 (2007) 12187-12192

## Trivia
In 2023 nam hij samen met 10 andere Bekende Vlamingen deel aan Special Forces: Wie durft wint op VTM.